# Remaisnil
Remaisnil est une commune française située dans le département de la Somme, en région Hauts-de-France.

## Géographie

### Localisation
Remaisnil est un village picard du Ponthieu.
Limitrophe du Pas-de-Calais, la localité est située à 8 km au nord-ouest de Doullens, 9 km au sud-ouest de Frévent , 10 km au sud-est d'Auxi-le-Château, 31 km au nord-est d'Abbeville, 34 km d'Amiens et à 39 km d'Arras à vol d'oiseau.
Le territoire de la commune est limitrophe de ceux de quatre communes.
Les communes limitrophes sont Bonnières, Barly, Frohen-sur-Authie et Mézerolles.

### Hydrographie
La commune est située dans le bassin Artois-Picardie. Elle n'est drainée par aucun cours d'eau.

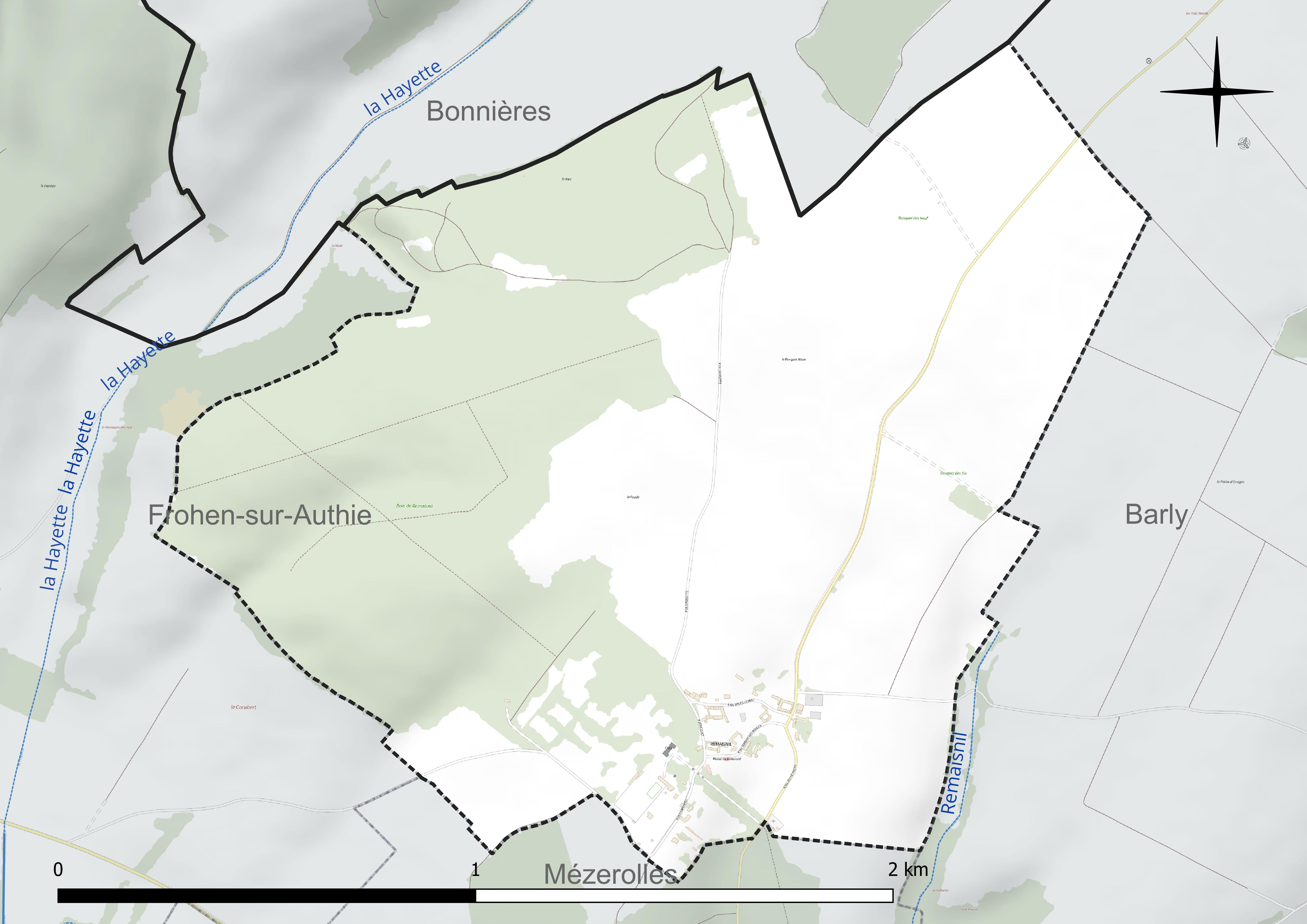
Réseau hydrographique de Remaisnil.

### Climat
Pour des articles plus généraux, voir Climat des Hauts-de-France et Climat de la Somme.
En 2010, le climat de la commune est de type climat océanique dégradé des plaines du Centre et du Nord, selon une étude du CNRS s'appuyant sur une série de données couvrant la période 1971-2000. En 2020, Météo-France publie une typologie des climats de la France métropolitaine dans laquelle la commune est exposée à un climat océanique et est dans la région climatique Côtes de la Manche orientale, caractérisée par un faible ensoleillement (1 550 h/an) ; forte humidité de l'air (plus de 20 h/jour avec humidité relative > 80 % en hiver), vents forts fréquents.
Pour la période 1971-2000, la température annuelle moyenne est de 10 °C, avec une amplitude thermique annuelle de 13,7 °C. Le cumul annuel moyen de précipitations est de 832 mm, avec 12,7 jours de précipitations en janvier et 9,2 jours en juillet. Pour la période 1991-2020, la température moyenne annuelle observée sur la station météorologique la plus proche, située sur la commune de Bernaville à 10 km à vol d'oiseau, est de 10,4 °C et le cumul annuel moyen de précipitations est de 877,3 mm,. Pour l'avenir, les paramètres climatiques de la commune estimés pour 2050 selon différents scénarios d'émission de gaz à effet de serre sont consultables sur un site dédié publié par Météo-France en novembre 2022.

## Urbanisme

### Typologie
Au 1er janvier 2024, Remaisnil est catégorisée commune rurale à habitat très dispersé, selon la nouvelle grille communale de densité à sept niveaux définie par l'Insee en 2022.
Elle est située hors unité urbaine et hors attraction des villes,.

### Occupation des sols
L'occupation des sols de la commune, telle qu'elle ressort de la base de données européenne d'occupation biophysique des sols Corine Land Cover (CLC), est marquée par l'importance des territoires agricoles (60,8 % en 2018), en augmentation par rapport à 1990 (56,7 %). La répartition détaillée en 2018 est la suivante : 
terres arables (53,2 %), forêts (39,2 %), zones agricoles hétérogènes (7,6 %). L'évolution de l'occupation des sols de la commune et de ses infrastructures peut être observée sur les différentes représentations cartographiques du territoire : la carte de Cassini (XVIIIe siècle), la carte d'état-major (1820-1866) et les cartes ou photos aériennes de l'IGN pour la période actuelle (1950 à aujourd'hui).

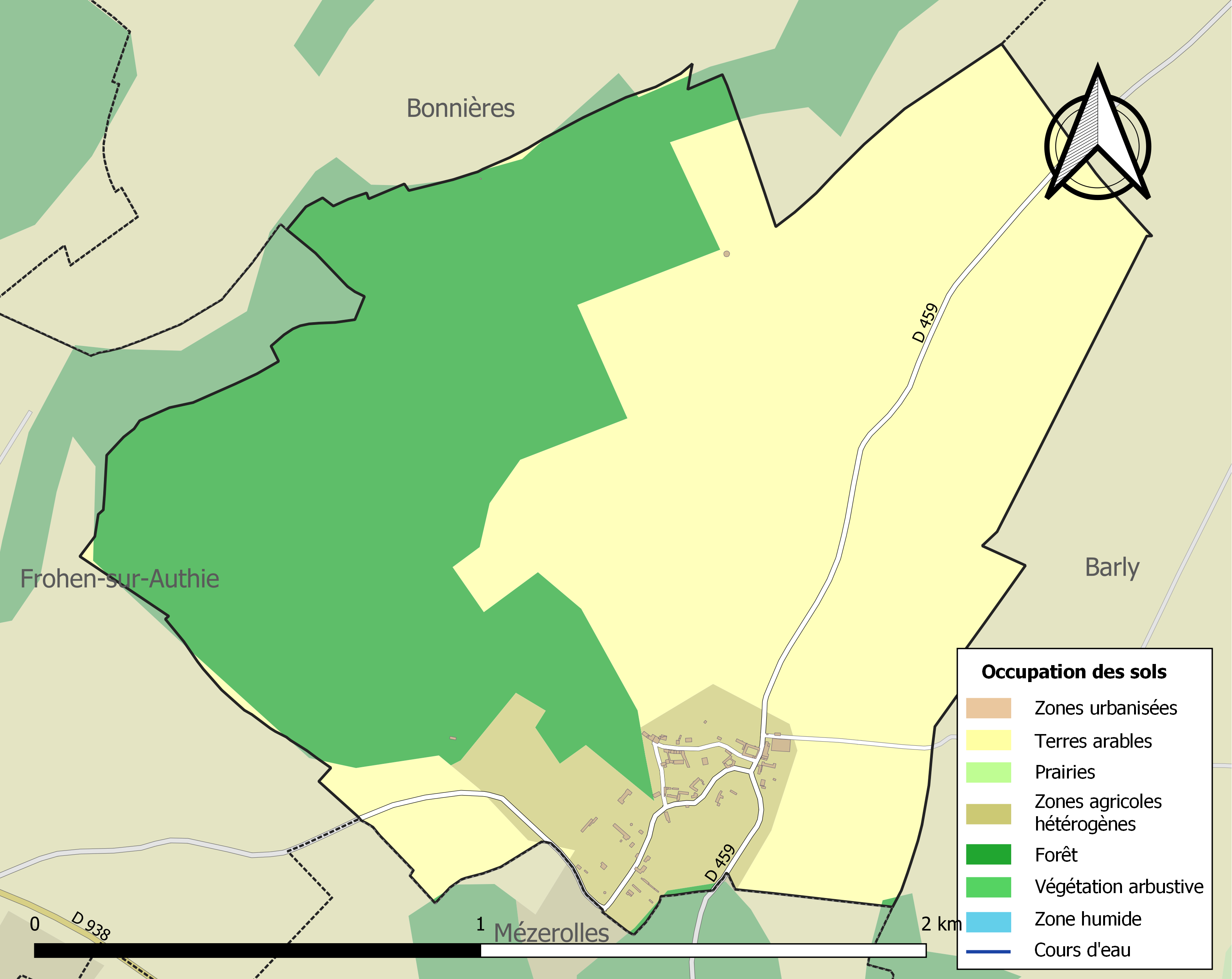
Carte des infrastructures et de l'occupation des sols de la commune en 2018 (CLC).

## Histoire

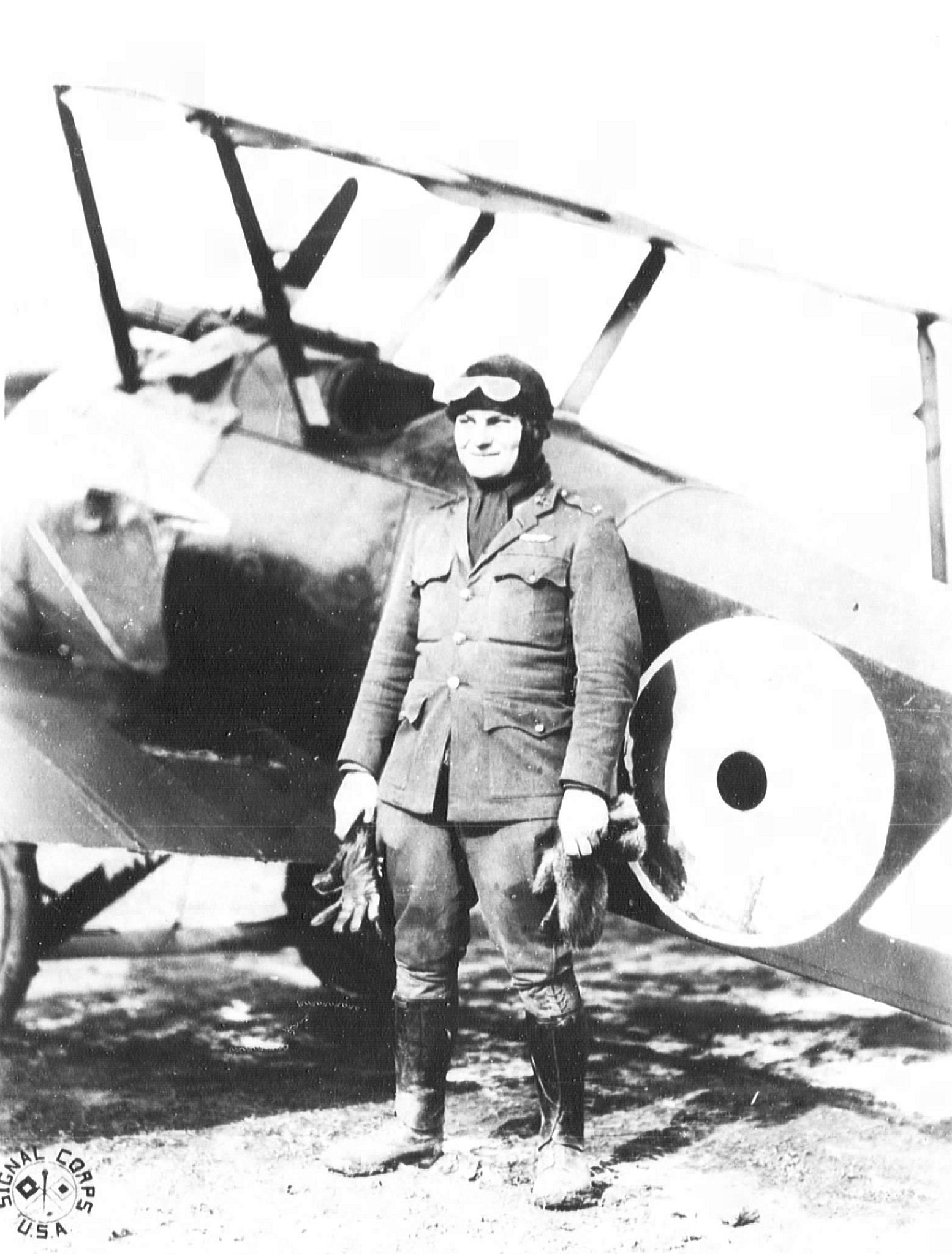
Sur l'aérodrome, pendant la Grande Guerre.

En 1507, Hutin de Mailly était le seigneur du village. Il fut tué à la bataille de Pavie en 1524.
Théodore de la Porte, chevalier, est seigneur de Remaisnil au début du XVIIIe siècle. Il a pour épouse Jeanne-Françoise Boudart.
Claude-Valentin-Théodore de la Porte, chevalier, succède à son père dans la seigneurie. Né à Remaisnil le 11 novembre 1705, bourgeois de Lille le 2 mai 1727, il épouse à Lille Claire-Isabelle Du Chambge (1699-1729). Fille de Simon-Pierre, écuyer, seigneur du Fay (sur Jollain), de Liessart (sur Béclers,), bourgeois de Lille, trésorier de France au bureau des finances de la généralité de Lille, premier président à ce bureau, et de Marie-Christine Cardon, dame de Douay-en-Roncq, des Passez. L'épouse est baptisée à Lille le 7 avril 1699 et meurt en 1729.

## Toponymie
En 1100, on trouve Heriremaisnil.
Suivra Haimaraedi mansionile qui peut se traduire par la « maisonnette de Haimaraed ».

## Politique et administration
| Période                                  | Période                      | Identité         | Étiquette | Qualité                         |
| ---------------------------------------- | ---------------------------- | ---------------- | --------- | ------------------------------- |
| Les données manquantes sont à compléter. |                              |                  |           |                                 |
| 1929                                     | 1935                         | Albert Jonquet   |           |                                 |
| 1935                                     | 1945                         | André Elby       |           |                                 |
| 1945                                     | 1951                         | Albert Jonquet   |           |                                 |
| 1951                                     | 1959                         | Stéphanie Elby   |           |                                 |
| 1959                                     | 1972                         | Albert Jonquet   |           |                                 |
| 1972                                     | 1996                         | Robert Jonquet   |           |                                 |
| 1996                                     | 2008                         | Bernard Joncquet |           |                                 |
| mars 2008                                | juin 2018                    | Alain Regnault   |           | Décédé en fonction              |
| 24 août 2018                             | En cours (au 8 octobre 2020) | Catherine Niquet |           | Réélue pour le mandat 2020-2026 |

## Population et société

### Démographie
L'évolution du nombre d'habitants est connue à travers les recensements de la population effectués dans la commune depuis 1793. Pour les communes de moins de 10 000 habitants, une enquête de recensement portant sur toute la population est réalisée tous les cinq ans, les populations de référence des années intermédiaires étant quant à elles estimées par interpolation ou extrapolation. Pour la commune, le premier recensement exhaustif entrant dans le cadre du nouveau dispositif a été réalisé en 2004.

En 2022, la commune comptait 30 habitants, en évolution de +7,14 % par rapport à 2016 (Somme : −1,26 %, France hors Mayotte : +2,11 %).
| 1793 | 1800 | 1806 | 1821 | 1831 | 1836 | 1841 | 1846 | 1851 |
| ---- | ---- | ---- | ---- | ---- | ---- | ---- | ---- | ---- |
| 170  | 178  | 174  | 204  | 233  | 238  | 213  | 223  | 216  |

| 1856 | 1861 | 1866 | 1872 | 1876 | 1881 | 1886 | 1891 | 1896 |
| ---- | ---- | ---- | ---- | ---- | ---- | ---- | ---- | ---- |
| 206  | 183  | 170  | 144  | 142  | 145  | 132  | 110  | 108  |

| 1901 | 1906 | 1911 | 1921 | 1926 | 1931 | 1936 | 1946 | 1954 |
| ---- | ---- | ---- | ---- | ---- | ---- | ---- | ---- | ---- |
| 96   | 81   | 81   | 85   | 71   | 60   | 63   | 36   | 54   |

| 1962 | 1968 | 1975 | 1982 | 1990 | 1999 | 2004 | 2006 | 2009 |
| ---- | ---- | ---- | ---- | ---- | ---- | ---- | ---- | ---- |
| 48   | 54   | 45   | 53   | 40   | 35   | 37   | 38   | 39   |

| 2014 | 2019 | 2022 | - | - | - | - | - | - |
| ---- | ---- | ---- | - | - | - | - | - | - |
| 31   | 32   | 30   | - | - | - | - | - | - |

### Enseignement
Un regroupement pédagogique est mis en place à l'école des Fontaines bleues de Mézerolles depuis 2005. Il associe les communes de Remaisnil, Heuzecourt, Barly, Outrebois, Occoches, Boisbergues, Le Meillard, Béalcourt et Frohen-sur-Authie. Une salle multi-activités est inaugurée en septembre 2019.

## Culture locale et patrimoine

### Lieux et monuments
- Chapelle Sainte-Anne, à la sortie du village, vers Bonnières. La statue de la sainte a été mise à l'abri des voleurs[29].
- Chapelle à identifier.
- Église Saint-Barthelémy. Les seigneurs du village la dotent en 1681 pour la célébration de messes en l'honneur de sainte Marguerite et saint Louis[29].
- Château en face de l'église, construit en brique et pierre vers 1760. Propriété à la fin du XIXe siècle du vicomte Gaston de Butler, puis de Jules Elby, sénateur du Pas-de-Calais et, dans les années 1960, des époux Riollot.

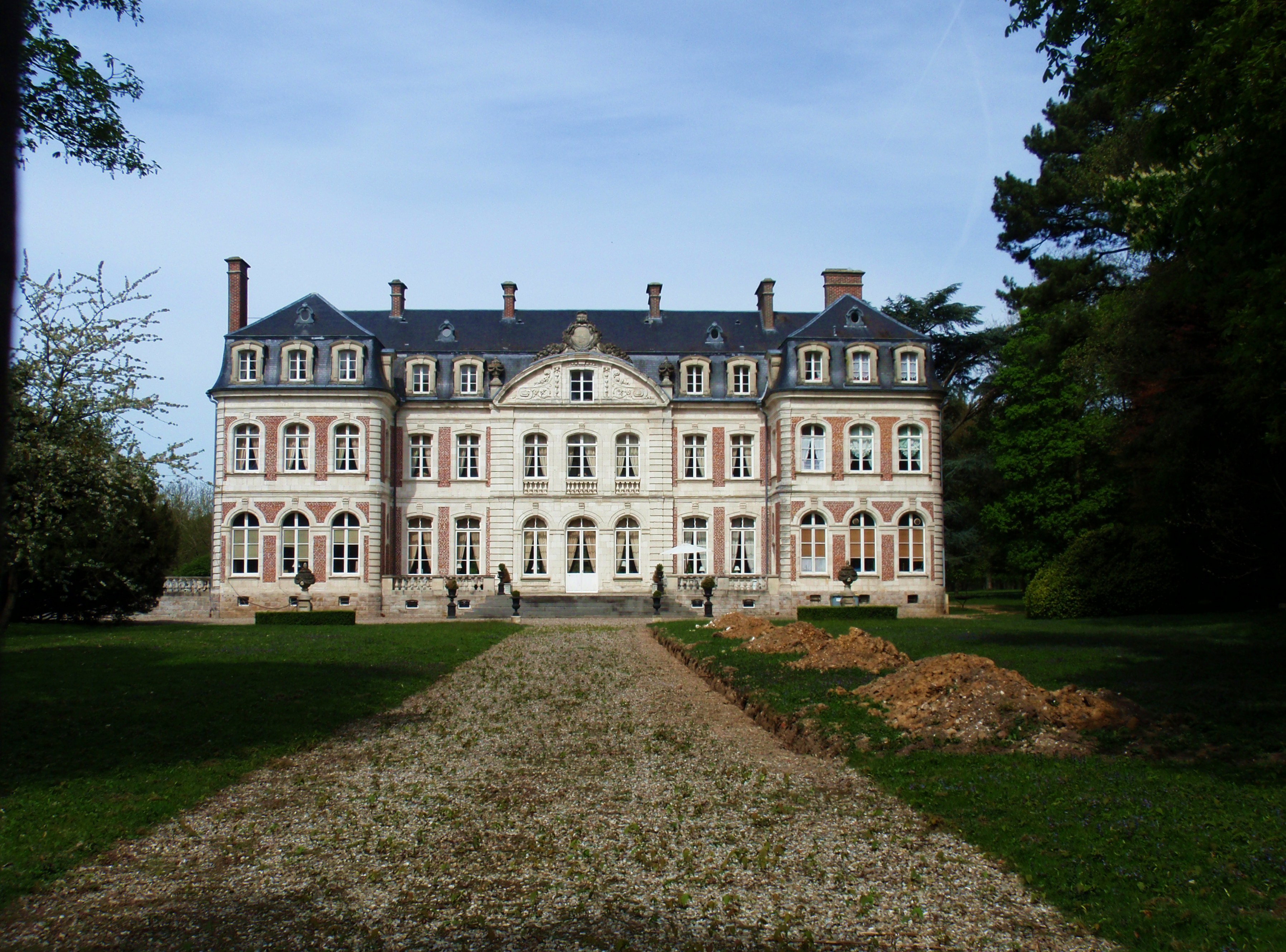
Le château.
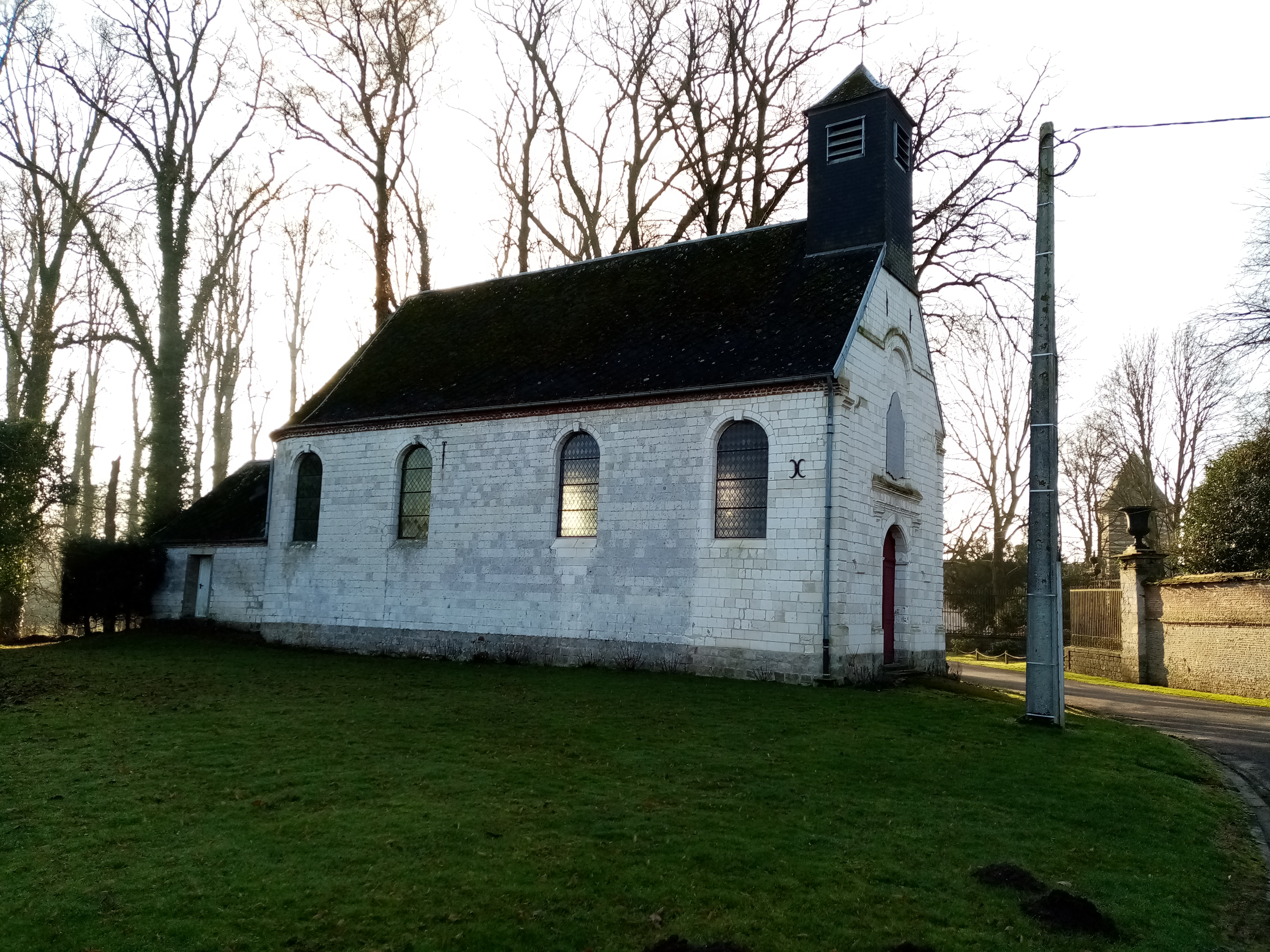
L'église Saint-Barthélémy.
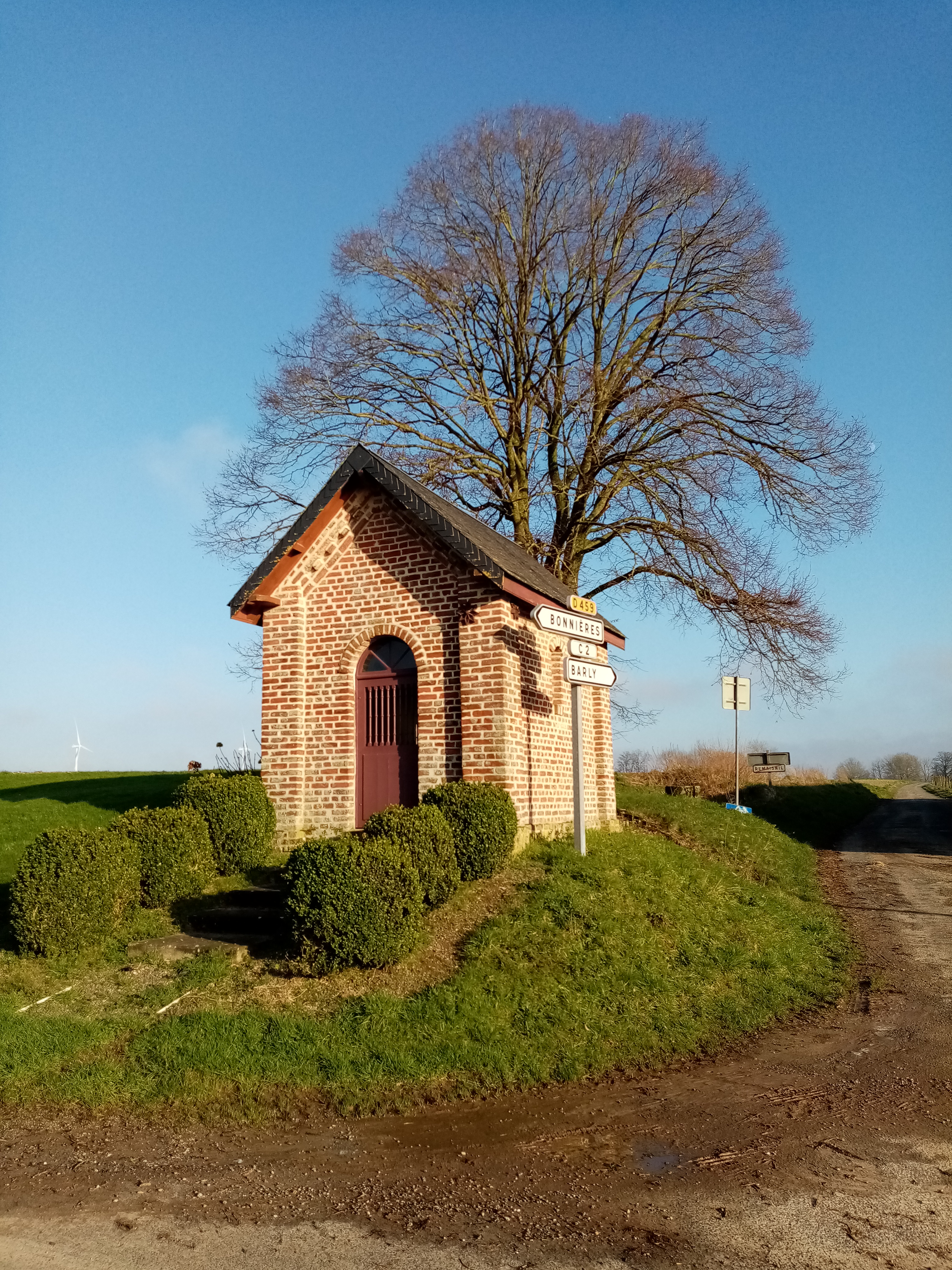
La chapelle, vers Bonnières.

### Personnalités liées à la commune
- Jules Elby (1857-1933), sénateur du Pas-de-Calais, propriétaire du château de Remaisnil, que sa veuve conserve jusqu'aux années 1950.
- Laura Ashley, propriétaire du château de 1979 à 1986. Sa société britannique (tissus imprimés pour les vêtements et l'ameublement) y organisait des défilés de mode dans le village pour les photographes.